# Eve (court métrage)
Pour plus de détails, voir Fiche technique et Distribution.
Eve est un court-métrage réalisé et écrit par Natalie Portman, avec Lauren Bacall, Ben Gazzara et Olivia Thirlby, et sorti en 2008

## Synopsis
Une jeune femme se retrouve prise dans un rendez-vous amoureux de sa grand-mère avec un homme.

## Fiche technique
- Titre : Eve
- Réalisation : Natalie Portman
- Scénario : Natalie Portman
- Direction artistique : Jennifer Dehghan
- Costumes : Leah Katznelson
- Photographie : Adam Kimmel
- Montage : Tricia Cooke
- Musique : Sufjan Stevens
- Production : Hunter Gray, Katie Mustard, Alex Orlovsky et Annette Savitch
- Sociétés de production : Handsomecharlie Films, Relativity Media et Verisimilitude
- Pays d'origine : États-Unis
- Langue originale : anglais
- Format : Couleur
- Genre : Comédie romantique
- Durée : 21 minutes
- Date de sortie : 1er septembre 2008 (65e Festival international du film de Venise)

## Distribution
- Lauren Bacall : Grand-mère
- Ben Gazzara : Joe
- Olivia Thirlby : Kate
- Rich Delia : Bruce
- Nicholas Rotundo : le maître d’hôtel

## Réception
Le film est sorti au 65e Festival international du film de Venise ; il y a été globalement bien reçu. Eve connait également un accueil favorable sur l’IMDb puisqu’il obtient une moyenne de 8,1⁄10.